# بافولا ديدو
بافولا ديدو (بالبرتغالية: Edson Silva‏) (27 يونيو 1962 بالبرازيل - ) هو مدرب كرة قدم ولاعب كرة قدم برازيلي في مركز الوسط. لعب مع بيتار القدس ونادي سانتوس ونادي فلامنغو.